# 克列緬卡河 (德涅斯特河支流)
克列緬卡河（烏克蘭語：Крем'янка），是烏克蘭的河流，位於該國西部，屬於德涅斯特河的右支流，發源自沃利亞以南，流經利沃夫州，河道全長12公里，流域面積28平方公里。